# Aschat
Aschat (ook gespeld: A-schat) is een (voormalige) heerlijkheid in de provincie Utrecht grenzend aan de heerlijkheden Stoutenburg en Leusden.

## Geschiedenis
De heerlijkheid omvatte in 1839 ongeveer 300 hectare en is gedurende lange tijd in bezit geweest van de familie Scholten.

## Heren van Aschat
Jan Agges Scholten (1690-1772), heer van Aschat en de Heiligenberg 1718-1740, bewindhebber van de Oost-Indische Compagnie.
- mr. Christian Scholten (1722-1799)[3], heer van Aschat en Oud-Haarlem
  - Jan Petrus Scholten van Aschat (1754-1816)
    - Christian Jan Burchard Scholten van Aschat (1787-1864), heer van Aschat
    - mr. Willem Joan Charles Scholten van Aschat (1792-1863), heer van Aschat